# Tampon

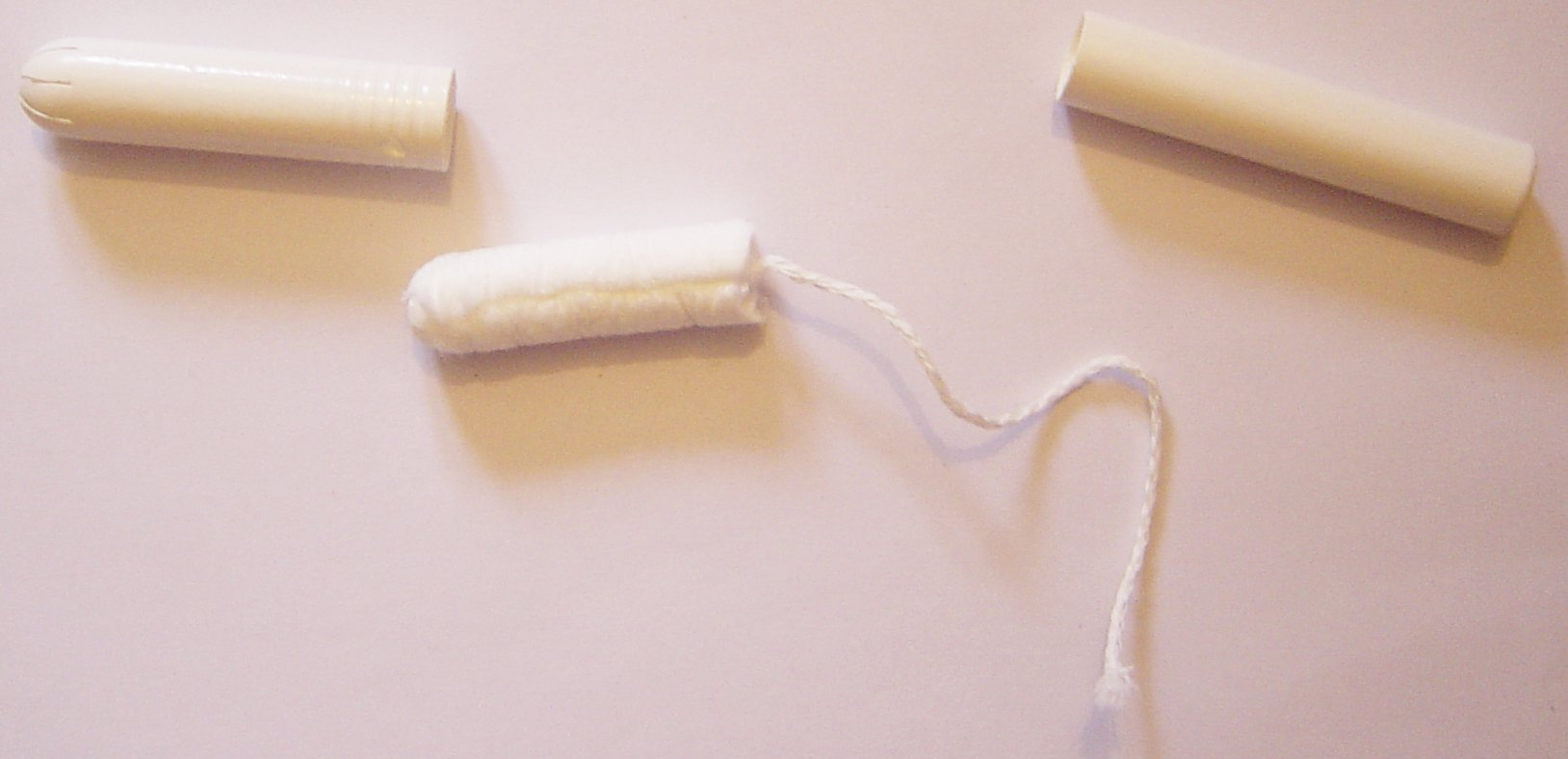
Egy tampon részei

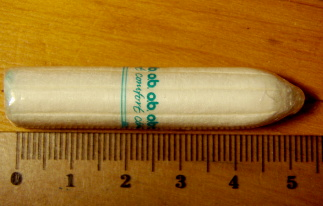
A tampon mérete

A tampon egy olyan eszköz, mely egy testnyílásba vagy egy sebre helyezve felszívja a keletkező testfolyadékot. Nedvszívó anyagból készül, általában pamutból vagy vattából. A legismertebb fajtáját nők számára gyártják, menstruáció idején a hüvelybe felhelyezve felszívja a keletkező vért. Számos országban (köztük az Amerikai Egyesült Államokban is) a tamponokat orvosi eszközként tartják számon.

## Története
Már az ókori egyiptomiak feltalálták az eldobható tamponokat, amik akkoriban papiruszból készültek.[forrás?] Az ókori görögök fapálcika köré csavart gézt alkalmaztak tampon gyanánt. Erről Hippokratész i.e. 5. századi írásaiban olvashatunk. Az első tamponok alapanyagai között megtalálható a gyapjú, a papír, növényi rostok, szivacsok, a fű és később a pamut is.
Orvosi eszközként a tampont körülbelül a 19. század óta alkalmazzák. Ekkoriban szalicilsavval kezelt tamponokat használtak a lőtt sebek fertőtlenítésére. Ez a gyakorlat még ma is él, az iraki háborúban is hasonló módszerrel látták el a sebesülteket.
Az applikátorral és eltávolító zsinórral ellátott tampont 1929-ben találta fel és szabadalmaztatta az amerikai Dr. Matthew Martin. Dr. Martin később eladta a szabadalmat Gertrude Tendrichnek, aki megalapította a Tampax Társaságot mely elindította a tampon tömeggyártását. Később Dr. Judith Esser-Mittag nőgyógyász tanulmányai alatt fejlesztette tovább a tampont. Az 1940-es évek végén Dr. Carl Hahn, Heinz Mittag segítségével kezdte meg az újabb változat tömeggyártását. Dr. Hahn 1974-ben eladta cégét a Johnson and Johnsonnak.

## Előnyei
A tampon a menstruáció idején egy fonal kivételével a hüvelyben van. Ennek köszönhetően diszkréciót és teljes körű szabadságot nyújt viselőjének. Használatával olyan tevékenységek, mint például az úszás, akadálytalanul végezhetőek. Ürítés előtt általában nem szükséges eltávolítani a tampont, habár a kilógó fonal tisztántartására érdemes odafigyelni.
Az egészségügyi betétekkel ellentétben a tampon használatával a vér nem kerül a nyílt levegőre, így nem keletkeznek kellemetlen szagok. Ha viselője fel van öltözve, a tampont lehetetlen észrevenni, ellentétben a betétekkel, amelyeknek a körvonala néha a ruhán keresztül is látható. Eldobható termék lévén használat után nem szükséges tisztítani.

## Hátrányai
A távozni készülő menstruációs folyadékot a tampon még a hüvely belsejében szívja magába, tehát az abban lévő baktériumok akadálytalanul tovább szaporodnak még a testen belül. Bizonyos elemeit a folyadéknak (méhfal szövet darabok, és alvadt vér) a tampon nem képes magába szívni, így azok a hüvelyben gyűlnek fel.További kényelmetlen aspektus az egyre növekvő belső- idegen-tárgy érzés, az intim-betéteknél gyakoribb csere, valamint a tampon kihúzáskor tapasztalható nagy mennyiségű, nem felszívott menstruációs folyadék kiömlése.

## Fordítás
- Ez a szócikk részben vagy egészben  a   Tampon című angol Wikipédia-szócikk fordításán alapul.  Az eredeti cikk szerkesztőit annak laptörténete sorolja fel. Ez a jelzés csupán a megfogalmazás eredetét és a szerzői jogokat jelzi, nem szolgál a cikkben szereplő információk forrásmegjelöléseként.